# Pristimantis platydactylus
Pristimantis platydactylus är en groddjursart som först beskrevs av George Albert Boulenger 1903.  Pristimantis platydactylus ingår i släktet Pristimantis och familjen Strabomantidae. IUCN kategoriserar arten globalt som livskraftig. Inga underarter finns listade i Catalogue of Life.